# 农民公民运动
农民公民运动（荷蘭語：BoerBurgerBeweging，缩写为BBB）是荷兰的一个农業主义政党，总部位于上艾瑟尔省代芬特尔。该党党魁为卡罗琳·范德普拉斯，而此人亦是该党的创立者。